# استلیو کاندلی
استلیو کاندلی (ایتالیایی: Stelio Candelli؛ زادهٔ ۲۸ مارس ۱۹۳۱) بازیگر اهل ایتالیا است.
از فیلم‌هایی که وی در آن نقش داشته‌است، می‌توان به سرخ و سیاه، قفسی برای دیوانگان ۲، هرکول، پیروزی ده گلادیاتور و برهنه برای شیطان اشاره کرد.